# کیم کی-هی
کیم کی-هی (انگلیسی: Kim Kee-hee؛ زادهٔ ۱۳ ژوئیهٔ ۱۹۸۹) بازیکن فوتبال اهل کره جنوبی است.که در باشگاه فوتبال اولسان اچ‌دی بازی می‌کند.
از باشگاه‌هایی که در آن بازی کرده‌است می‌توان به باشگاه فوتبال دئگو، باشگاه فوتبال شانگهای گرینلند شنهوآ، باشگاه فوتبال چونبوک هیوندای موتورز، و باشگاه ورزشی السیلیه اشاره کرد.
وی همچنین در تیم‌های ملی فوتبال زیر ۲۳ سال کره جنوبی و کره جنوبی بازی کرده‌است. کی-هی در مسابقات بین‌المللی در مجموع برندهٔ ۱ مدال برنز شده‌است.